# Ташмайдан (спортивный центр)

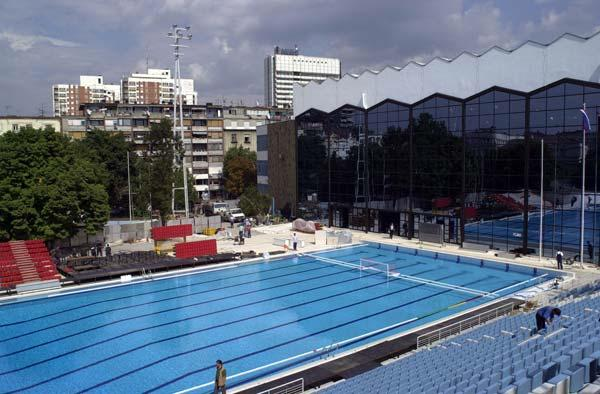
Спортивный центр «Ташмайдан»

Спортивный центр «Ташмайдан» — спортивный комплекс в Белграде, открытый в 1958 году.
Он состоит из «одноименного стадиона», Пионир-Холла, ледовой арены «Пионир» и комплекса открытых и закрытых бассейнов. Спортивный центр постепенно ветшает, на что неоднократно обращала внимание городских властей общественность Белграда. В 2009 году началась общественная акция «Таш наш» (серб. Таш је наш), призванная привлечь внимание к ситуации со спортивным центром.
В 1973 году «Ташмайдан» стал местом проведения первого Чемпионата мира по водным видам спорта.